# 火山鳄属
火山鳄属（学名：Volcanosuchus）为副鳄科的一个属。

## 下属物种
本属包括以下物种：
- Volcanosuchus statisticae Datta, Ray & Bandyopadhyay, 2019[2]